# Аллаберт, Рудольф Оскарович
Ру́дольф А́ллаберт (эст. Rudolf Allabert; 3 сентября 1939, Гатчина, Ленинградская область, СССР — 10 марта 2011, Таллин, Эстония) — советский и эстонский актёр театра и кино, театральный режиссёр и педагог. Заслуженный артист Эстонской ССР (1980).

## Биография
Родился в 1939 году в Гатчине. Отец был токарем, мать работала медсестрой. Окончив 1-ю среднюю школу в Раквере, Рудольф начал работать на фабрике, а по вечерам в 1957—1959 годах занимался в учебной студии Ракверского театра, в 1957—1961 годах был актёром этого театра.
С 1960 года был женат на актрисе и реквизиторе Илли Аллаберт (урождённая Пилден).
В 1961 году поступил на актёрский факультет Таллинской государственной консерватории (мастерская Вольдемара Пансо), который окончил в 1965 году.
В 1965—1993 годах — актёр, а с 1986 года — художественный руководитель Государственного молодёжного театра Эстонской ССР, наряду со своим учителем Вольдемаром Пансо и рядом актёров считается основателем этого театра.
Одновременно с работой в театре в 1977—2011 годах преподавал на искусствоведческом факультете Таллинского государственного университета, с 1986 года — доцент.
В кино с 1967 года, снялся более чем в 30 фильмах киностудии «Таллинфильм» и киностудий СССР, наиболее известен главной ролью в фильме «Люди в солдатских шинелях» (1968), также исполнил главные роли в фильмах «Он был не один» (1969), «Гнездо на ветру» (1979), «Таран» (1982).
Член Театрального союза Эстонской ССР с 1966 года.
Умер в 2011 году в Таллине, похоронен на кладбище Метсакальмисту.

## Фильмография
- 1967 — Полуденный паром / Keskpäevane praam — Юмбу, парень в «Москвиче», комсомолец
- 1968 — Люди в солдатских шинелях / Inimesed sõdurisinelis — Кальму — главная роль
- 1969 — Он был не один — Отто Штюрмер, матрос
- 1970 — Берег ветров / Tuuline rand — Тююримеэс, штурман
- 1971 — Горячие тропы — диверсант
- 1971 — Дикий капитан / Metskapten — Лаури
- 1971 — Свободны, как птицы / Lindpriid — эпизод
- 1972 — Кровавый камень / Verekivi — Каспар
- 1974 — Красная скрипка / Punane viiul — эпизод
- 1975 — Бриллианты для диктатуры пролетариата — Ханс
- 1975 — Школа господина Мауруса / Indrek — эпизод
- 1977 — Цену смерти спроси у мёртвых / Surma hinda küsi surnutelt — «А»
- 1978 — Гадание на ромашке / Karikakramäng — Роберт
- 1979 — Гнездо на ветру / Tuulte pesa — Юри Пийр — главная роль
- 1980 — Лесные фиалки / Metskannikesed — Андрис
- 1982 — Таран / Tarāns — Петерис — главная роль
- 1983 — Искатель приключений / Nipernaadi — Талумис
- 1984 — Во времена волчьих законов / Hundiseaduse aegu — немецкий оруженосец
- 1985 — Игры для детей школьного возраста / Naerata ometi — директор
- 1986 — Двойник / Dubultnieks — эпизод
- 1986 — Фламинго приносит счастье / Õnnelind flamingo — отец Меэлиса
- 1986 — Через сто лет в мае / Saja aasta parast mais — эпизод
- 1987 — Танцы вокруг парового котла / Tants aurukatla ümber — Якоб Лусексеп
- 1988 — Виктория / Viktorija — эпизод
- 1991 — Пляска смерти / Surmatants — член ратуши Любека
- 1993 — Истерия / Hysteria (Финляндия, Эстония) — лаборант
- 1994 — Огненная вода / Tulivesi (Эстония) — эпизод
- 1995 — Гимназисты Викмана // Wikmani poisid (телесериал, Эстония) — Тоодер, учитель
- 1996 — Улица Счастливая, 13 / Õnne 13 (телесериал, Эстония) — Михкель

## Награды и звания
- 1980 — Заслуженный артист Эстонской ССР[1]
- 2006 — Орден Белой звезды IV класса[3]